# Raymonda Tawil
Raymonda Hawa Tawil (en árabe: ريموندا حوا الطويل‎, nacida Raymonda Hawa en 1940 en Acre, durante el Mandato británico de Palestina) es una escritora y periodista palestina. Es la madre de Suha Arafat.

## Biografía

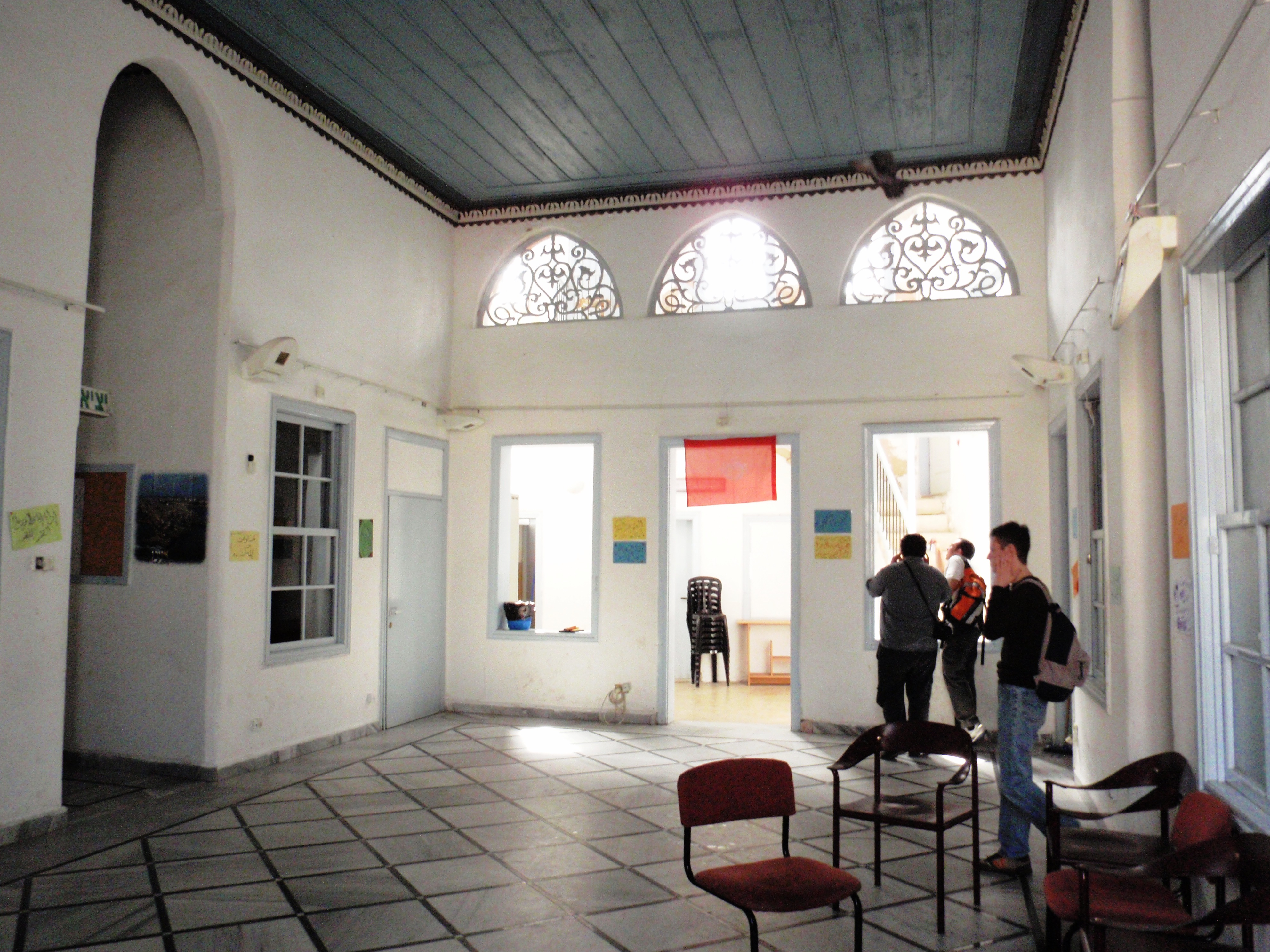
La casa de la infancia de Raymonda Hawa Tawil en Acre, actualmente sede de un centro juvenil

Raymonda Tawil es una poeta, escritora y periodista palestina,[cita requerida] nacida en Acre en una prominente familia de cristianos palestinos. Pasó parte de su infancia internada en un colegio de monjas católicas francesas. Su vida pública comenzó con una muestra intelectual que se celebró en Nablus, al norte de Cisjordania. Sus columnas de espíritu independiente le valieron el apodo de "La Leona de Nablus". En 1978, Raymonda Hawa Tawil abrió una agencia de noticias palestina en Jerusalén. Debido a su actividad política como periodista, fue puesta bajo arresto domiciliario durante seis meses por decisión militar israelí por estar en contacto con la OLP. También estuvo encarcelada durante cuarenta y cinco días por actividad subversiva durante enfrentamientos con colonos y vigilantes judíos. Estas experiencias le impulsaron a escribir sobre Palestina en colaboración con el periodista israelí Peretz Kidron.[cita requerida] Ha visitado iglesias de múltiples denominaciones, abogando siempre por el diálogo y la reconciliación entre los dos pueblos, posición que en ocasiones le ha ocasionado hostilidad. 

## Carrera política
Habiendo escapado por poco de un atentado cuyos perpetradores nunca fueron encontrados, huyó a Francia mientras Yasir Arafat, jefe de la OLP en Túnez, se casaba con Suha, su hija. En 1994, regresó a Gaza y asistió al establecimiento de la Autoridad Palestina (AP), sin dejar de ser muy cercana a sus amigos franceses e israelíes. En 2000, al estallar la Segunda Intifada, vivía en Ramala, no lejos de la Muqataa, sede de la Autoridad Palestina. Tenía una oficina al lado de la de Arafat, a quien veía a menudo. El gobierno israelí decidió limitar la libertad de movimiento de Arafat. Los tanques de las FDI rodearon la Muqata y destruyeron parcialmente la zona con excavadoras. Un mes después, la situación empeoró y las ciudades gobernadas por la Autoridad Palestina fueron reocupadas. Al vivir junto al presidente, Raymonda Tawil se convirtió en confidente y una amiga cercana de Arafat.
De 2004 a 2007 vivió con su hija Suha Arafat en Túnez. La familia fue desalojada del territorio tunecino por el entonces presidente Ben Ali en agosto de 2007 y posteriormente se refugió en Malta. Escribió sobre sus experiencias de vida en relatos parecidos a memorias. Una de sus citas dice: "Este es un país extraño donde vivimos. Los cortes de energía son a su imagen. Palestina está en la noche, privada de la luz de la libertad. De vez en cuando la luz regresa. Así que también regresa la esperanza"… Y entonces todo se detiene de nuevo, todo se apaga. En la oscuridad, buscando un poco de esperanza y consuelo, se encienden velas para intentar convencerse de que esto no va a durar. ¿Cuándo acabará todo? ¿Será este el final?

## Libros publicados
Listado con la edición original en francés primero y la edición en español en segundo lugar.
- 1979: Mon pays, ma prison, une femme de Palestine. París, Éditions du Seuil, serie "Traversée du siècle".[5]
- 2001: Palestina, mon histoire. París, Ed. du Seuil, serie "L'Histoire immédiate". 
  - Palestina, toda una vida[4]